# Міхаель Микич
Міхаель Микич (хорв. Mihael Mikić, нар. 6 січня 1980, Загреб) — хорватський футболіст, півзахисник клубу «Сьонан Бельмаре».

## Клубна кар'єра
Народився 6 січня 1980 року в місті Загреб. Почав грати у футбол у клубі «НК Бистра» коли йому було сім років. У віці 13 років він перейшов до академії «Інтера» (Запрешич) і почав свою професійну кар'єру в клубі вже у віці 16 років. Він залишив «Інтер», перейшовши в «Динамо» (Загреб), в якому провів сім сезонів, взявши участь у 144 матчах чемпіонату. Більшість часу, проведеного у складі загребського «Динамо», був основним гравцем команди.
Восени 1998 року у віці 18 років дебютував у Лізі чемпіонів. Свій перший гол у цьому турнірі забив 4 листопада 1998 року на стадіоні «Максимир» у матчі проти «Порту», який загребське «Динамо» виграло з рахунком 3:1, Микич відкрив рахунок у грі на 7 хвилині. За сім сезонів, проведених у складі «синіх», став чотириразовим переможцем чемпіонату і триразовим володарем кубка Хорватії.
Влітку 2004 року перейшов в «Кайзерслаутерн», в якому відіграв два сезони. У перший рік виступів за німецький клуб Микич не був гравцем основи, але в наступному році вже входив в число ключових гравців команди. Сезон 2005/06 закінчився для «Кайзерслаутерна» невдало, клуб покинув Бундеслігу, а Микич повернувся в Хорватію, підписавши контракт з «Рієкою», але після першої половини сезону приєднався до загребського «Динамо», в якому успішно виступав до від'їзду до Німеччини.
За час, коли Микич другий раз був гравцем «Динамо» (Загреб), клуб двічі ставав чемпіоном Хорватії та двічі володарем кубка країни. У загальній складності Микич захищав кольори «Динамо» протягом 9 років і завоював разом з клубом 13 національних трофеїв (6 золотих медалей чемпіонату, 5 кубків і 2 Суперкубка), будучи самим титулованим футболістом за історію клубу.
У січні 2009 року трансфер футболіста викупив японський клуб «Санфречче Хіросіма». У складі клубу Міхаель провів більше двухсот матчів і виграв золоті медалі чемпіонату у 2012, 2013 і 2015 роках. Також тричі хорват з клубом вигравав і національний Суперкубок.
На початку 2018 року Микич перейшов в інший хорватський клуб «Сьонан Бельмаре». Станом на 2 травня 2018 року відіграв за команду з Хірацуки 6 матчів в національному чемпіонаті.

## Виступи за збірні
Зі збірною до 18 років був учасником юнацького чемпіонат Європи (U-18) 1998 року на Кіпрі, де забив три голи і допоміг своїй збірній здобути бронзові нагороди турніру та кваліфікуватись на молодіжний чемпіонат світу.
З 1999 року залучався до складу молодіжної збірної Хорватії і був учасником молодіжного чемпіонату світу 1999 року, що проходив у Нігерії. На турнірі зіграв у всіх чотирьох матчах, а хорвати вилетіли на стадії 1/8 фіналу. Також був учасником молодіжного чемпіонату Європи 2000 року в Словаччині, де збірна не вийшла з групи. Всього на молодіжному рівні зіграв у 18 офіційних матчах, забив 5 голів.

## Титули і досягнення
- Чемпіон Хорватії (6):

«Динамо» (Загреб): 1997-98, 1998-99, 1999-00, 2002-03, 2006-07, 2007-08
- Володар Кубка Хорватії (5):

«Динамо» (Загреб): 1997-98, 2000-01, 2001-02, 2006-07, 2007-08
- Володар Суперкубка Хорватії (2):

«Динамо» (Загреб): 2002, 2003
- Чемпіон Японії (3):

«Санфречче Хіросіма»: 2012, 2013, 2015
- Володар Суперкубка Японії (3):

«Санфречче Хіросіма»: 2013, 2014, 2016
- Володар Кубка Джей-ліги (1):

«Сьонан Бельмаре»: 2018